# Her Husband
Her Husband è un cortometraggio muto del 1914 diretto da Theodore Marston.

## Produzione
Il film fu prodotto dalla Vitagraph Company of America.

## Distribuzione
Distribuito dalla General Film Company, il film - un cortometraggio in due bobine - uscì nelle sale cinematografiche statunitensi il 24 marzo 1914.
Copia della pellicola si trova negli archivi del Nederlands Filmmuseum di Amsterdam.